# Volando sobre California

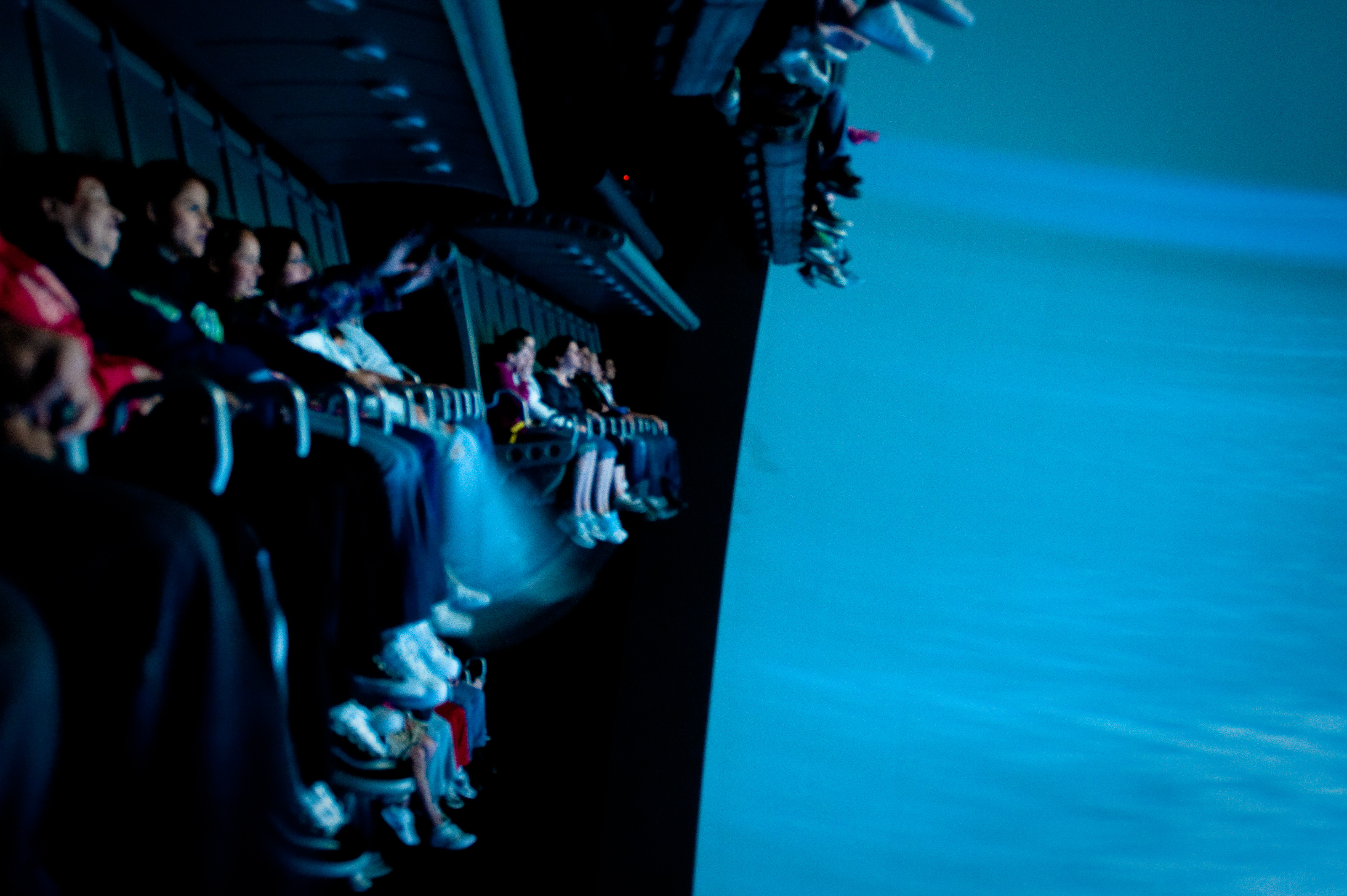
Personas sentadas en el simulador de Soarin' Over California (2010) por Josh Hallett.

Soarin'  over California (Volando sobre California) es un simulador que forma parte de las atracciones de Disney California Adventure Park (parte del complejo turístico Disney). Se estrenó junto con el parque el 8 de febrero de 2001. La misma atracción abrió el 5 de mayo de 2005 en el parque Epcot en el complejo Walt Disney World en Florida con el nombre de Soarin' (Volando).

## Descripción
La atracción, que dura alrededor de cuatro minutos y 40 segundos, lleva al mismo tiempo a los 87 participantes en un recorrido simulado, colgando de un planeador que vuela sobre el Puente Golden Gate en San Francisco, el río Redwood Creek en el Condado Humbolt, el Valle de Napa, Monterey, El Lago Tahoe, el Parque nacional Yosemite (incluyendo las cascadas Yosemite y la cúpula de granito Half Dome), el campo de golf de la PGA en La Quinta (acreditado en el video de presentación en la fila como Palm Springs) Camarillo, el parque estatal Desierto Anza-Borrego, Fresno, San Diego, Malibú, Los Ángeles y Disneylandia durante la época de Navidad. Las últimas escenas trascienden del día, al atardecer, llegando hasta la noche que culmina con los fuegos artificiales rodeando los juegos y atracciones de Disneylandia. Además de los variados paisajes del estado, el recorrido resalta las diversas actividades recreativas que incluyen: esquiar en la nieve, pasear en balsa por los ríos, kayak, golf, paseo a caballo, vuelo en globo aerostático y por supuesto vuelo en ala delta o parapente. También son presentados el escuadrón de la fuerza aérea de los Estados Unidos, llamados Thunderbirds, y el portaviones USS John C. Stennis (CVN-74), en la base naval de San Diego Naval Air Station North Island. La música original, compuesta para esta película por Jerry Goldsmith, acompaña las imágenes, así como apropiadas esencias (cítricos, pino, artemisia, brisa del mar) que llenan el aire mientras los vehículos se mueven suavemente para simular la sensación de vuelo.

## Diseño del recorrido
Volando sobre California fue conceptualizado por primera vez en 1996 como Ultra Flight  (Super Vuelo) nombre que aún puede verse en la torre de consolas de la atracción en el parque California Adventure. Fue creado para presentarse en la pantalla OMNIMAX con una pista invertida, permitiendo a los participantes volar sobre los sitios más conocidos de California. La atracción tendría tres niveles de embarque y el sistema operaría sobre un cable horizontal como el de una tintorería. Este plan fue abandonado, sin embargo, cuando se determinó que el costo de la construcción y mano de obra para ese diseño sería prohibitivo. Parecía que Soarin no se convertiría en una realidad hasta que el ingeniero Mark Summer desarrolló una idea diferente para los vehículos del juego, usando un juego de construcción llamado Erector Set y cable, para crear un modelo que funcionara. Este diseño permitiría a Disney un eficiente abordaje de los participantes en un solo nivel en lugar de tres, reduciendo enormemente el costo de construcción y mano de obra.
Cada vehículo del juego consiste en tres filas de asientos debajo de un toldo en forma de ala. Después de que los participantes han sido sujetados con toda seguridad en el vehículo usando los habituales cinturones de seguridad, el toldo desciende suavemente y un sistema voladizo que utiliza una viga, levanta las sillas hacia el aire con los pies de las personas colgando libremente. El vehículo es levantado hacia el frente para que los participantes vean una pantalla cóncava en la que son proyectadas escenas aéreas de California. Estad escenas fueron filmadas con u formato IMAX HD (alta definición) a una velocidad de 48 cuadros por segundo, dos veces la velocidad de salida convencional de una película. Dado que el vehículo es movido hacia el frente y al centro del domo las personas sólo pueden ver las imágenes proyectadas en la pantalla y experimentan la sensación de volar. La estructura del juego contiene cerca de un millón de libras de acero y levanta 37 toneladas durante cada ciclo. 
Para realzar la ilusión de volar,  sutiles movimientos verticales de las sillas están sincronizados con la película. De acuerdo con las personas que operan esta atracción, los vehículos no se mueven horizontalmente. La sensación de movimiento horizontal es creado usando una combinación de un movimiento vertical y un cambio de imagen en la pantalla. Además esencias que complementan las diversas escenas son inyectadas en la corriente de aire que sopla sobre los pasajeros. Por ejemplo, en la escena de los campos de naranja de Ventura, los participantes son deleitados con esencia de flor de naranjo. Las escenas de montaña están acompañadas por aroma de árboles. Las escenas de Monterey y Malibú tienen esencias de brisa del mar.

## Disney California Adventure
Soarin’ over California (Volando sobre California) es una de las más populares atracciones en el parque Disneylandia y usualmente el tiempo de espera es de entre 30 a 150 minutos. Sin embargo, la atracción está dentro del sistema Fastpass o pase rápido que permite a los visitantes evitar una larga espera.
Mientras esperan en la fila, las personas pasan por Wings of fame  (alas de la fama) un homenaje a las aeronaves más importantes en la historia de la aviación en California. Algunas de estas incluyen el P-51 Mustang, SR-71 Blackbird, y el Bell X-1.  Hay también una sección dedicada a personajes como Amelia Earhart, Jimmy Doolittle, Jack Northrop, los hermanos Wright, Howard Hughes, Jaqueline Cochran y Chick Yeager.
Antes de entrar en el teatro, las personas son llevadas a una de las tres áreas previas a la atracción, llamadas Alpha Gate, Bravo Gate o Charlie Gate. ( nombre de las tres primeras letras del alfabeto fonético de la OTAN). Justo antes de abordar, los participantes miran un video de pre-abordaje presentado por el jefe de sobrecargos, Patrick, caracterizado por el actor Patrick Warburton. Irónicamente, él está usando el uniforme de un primer oficial.

## Epcot
Soarin’ oficialmente abrió dentro del pabellón La Tierra, el 5 de mayo de 2005. Los empleados utilizan trajes de sobrecargos, mientras que en el parque Disney California Adventure utilizan trajes de tripulación de campo aéreo. La idea es que los participantes están tomando vuelos a California, en lugar de que ya estén ahí. Esto se refuerza más adelante con el tema de que estás abordando por una puerta y de que te encuentras a bordo del vuelo 5505 que hace honor a la fecha en que la atracción fue inaugurada. (5 de mayo de 2005)
La fila original en Epcot presentaba imágenes de maravillas naturales de todo el mundo, no sólo de California. Esto era (y sigue siendo) una pequeña referencia al hecho de que el recorrido sólo presenta California. Actualmente en la fila, se utiliza una nueva tecnología infrarroja que permite a las personas participar en juegos interactivos. En 2009 esta tecnología de juegos interactivos apareció en el parque Magic Kindom (Reino Mágico) durante la reparación de 7 meses del juego Space Mountain (Montaña Espacial.

## Soundtrack
Ambas versiones del juego usan la misma pista orquestal del compositor Jerry Goldsmith de quien se dice, bajó de su primer recorrido en el juego, con lágrimas. Además de encontrar el recorrido visualmente hermoso y mágico, dijo que su padre era un pilote que amaba todos los sitios Californianos. “Yo habría hecho cualquier cosa para ser parte de este proyecto” dijo Goldsmith “Yo habría incluso hecho la música para esta película gratis”." La banda sonora que él escribió, se toca durante toda la atracción, comenzando con un crescendo con suaves cuerdas mientras que la pantalla está aún obscura. Numerosas variaciones de un tranquilo tema para corno inglés y cuerdas se puede escuchar así como diversas fanfarrias que acompañan las grandiosas vistas en la película. La música de todo el recorrido se puede encontrar en Music from Disney California Adventure y recientemente en el álbum oficial de Walt Disney Wolrd,  y la música de salida se toca como parte de un circuito en Disneyland Resot’s y las plazas de entrada a Epcot.
Música inspiradora de gran variedad de películas, muchas de ellas con temas de guerra o de aviación, se toca afuera del edificio de la atracción en el parque California Adventure y en los pasillos de la fila, en ambas versiones. Algunas de las pistas musicales presentadas incluyen Patton, MacArthur, Air Force One, The Blue Max (todas de Jerry Goldsmith) The American President (de Marc Shaiman) , Dragon: The Bruce Lee Story (de Randy Edelman) The Last Starfighter (de Craig Safan) Apollo 13 y The Rocketeer  (ambas de James Horner), Always (de John Williams) y de la miniserie Band of Brothers de HBO (de Michael Kamen). The Air Force Song y Jupiter  (de Gustav Holst) y The Planets también están incluidas basadas en su uso en The Right Stuff. En la versión de la atracción en el parque California Adventure la “Historia de la Aviación en California” que está en el vestíbulo, utiliza las pistas musicales de varias películas.